# 贝卢斯科
贝卢斯科（義大利語：Bellusco），是意大利蒙萨和布里安萨省的一个市镇。总面积6.48平方公里，人口7156人，人口密度1104.3人/平方公里（2009年）。ISTAT代码为015017。